# Nonô do Jacarezinho
Claudionor Santana, também conhecido por Nonô Crioulo ou Nonô do Jacarezinho foi um famoso compositor de sambas do rio de Janeiro.
Vencedor 21 vezes consecutivas do samba-enredo de sua escola de samba (Unidos do Jacarezinho), Nonô ganhou notoriedade no país após a canção Povo Feliz, também conhecida por Voa, Canarinho, de sua autoria, ser gravada pelo ex-jogador de futebol Júnior, em 1982.
Compôs também outras músicas de sucesso, como "Pura Paixão", de Nãnãna da Mangueira e Beth Carvalho, "Destruiram o morro", de Zé da Zilda e Zilda do Zé, e "Se Não Fosse o Samba", de Bezerra da Silva